# Església de la Mare de Déu del Remei (Cardona)
L'Església del Remei és un monument que forma part de l'Inventari del Patrimoni Arquitectònic Català de la vila de Cardona (Bages).

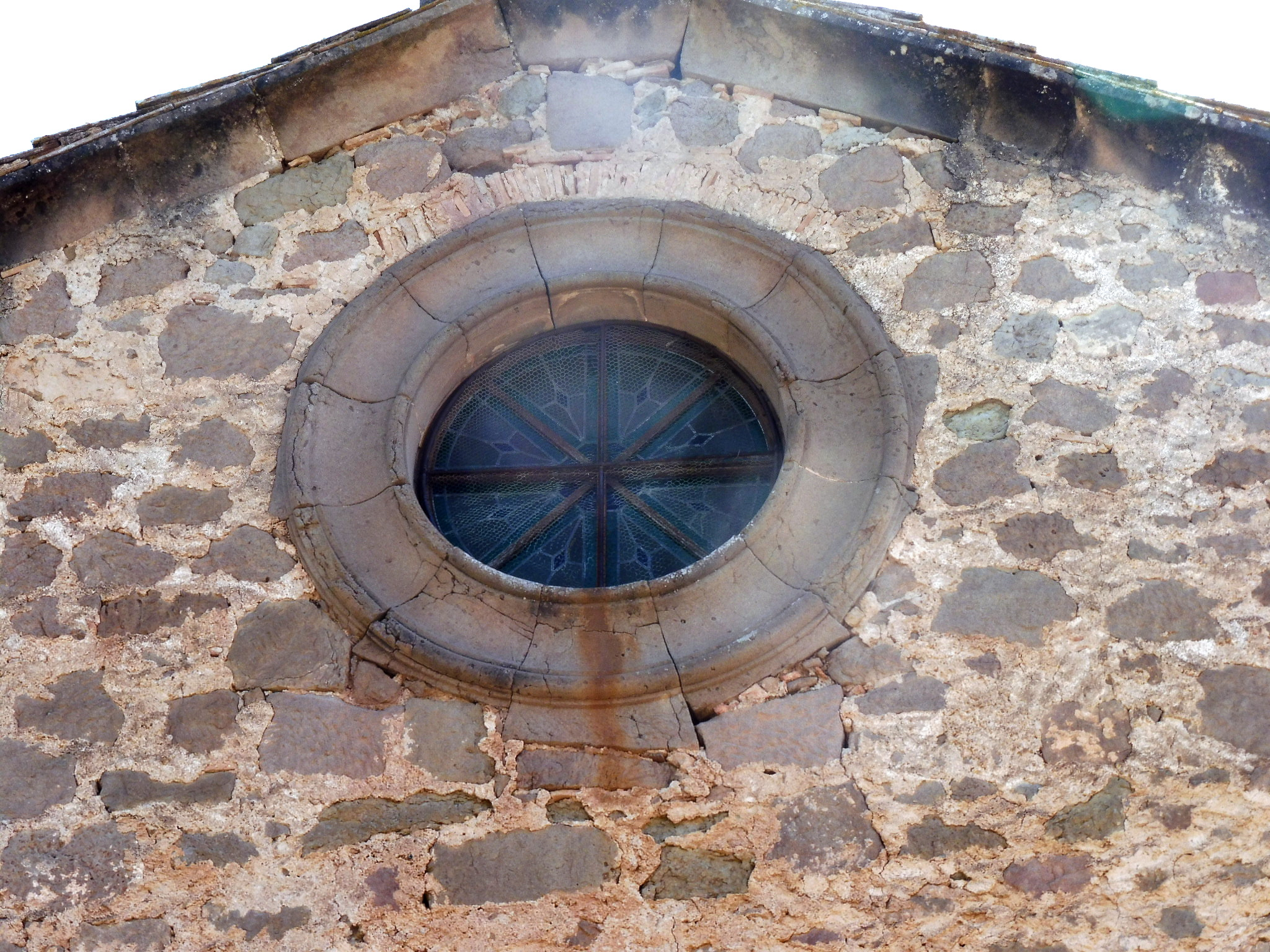
Ull de bou

## Descripció
És una capella d'una sola nau i sense absis, amb la façana orientada a ponent on s'obrí un gran òcul sobre la porta d'arc de mig punt rebaixat, i es bastí un petit campanar d'espadanya. Els murs de l'església evidencien les diferents etapes constructives amb un respecte pel disseny original.

## Notícies històriques
Segons esmenta la inscripció de la façana Miquel Torrabadella y Isabel Torrabadella l'han feta. Any 1641, aquesta capella fou construïda a mitjans del s.XVII. Ampliada considerablement l'any 1867, s'alçà la volta a 7,5 mts. i s'allargà per la banda de ponent, construint la porta i eixamplant l'òcul.